# Ruggero Timeus
Ruggero Timeus, connu encore comme Ruggero Fauro Timeus ou Ruggero Timeus Fauro ou simplement Ruggero Fauro ou encore Fauro, du nom de bataille, ou d’art, qu’il s’était lui-même attribué dans les dernières années de sa vie (Trieste, 16 février 1892 - Pal Piccolo, 14 septembre 1915) est un essayiste et écrivain italien, parmi les irrédentistes les plus connus de son temps.

## Biographie
Ruggero Timeus nait à Trieste le 16 février 1892 d'une famille appartenant à la petite bourgeoisie locale. Après ses études secondaires dans sa ville natale, il s'inscrit à l'université de Graz, mais n'obtient pas son diplôme. A moins de vingt ans, il s'installe en Italie, d'abord à Florence, puis à Rome. Il collabore occasionnellement à La voce et, avec une certaine continuité, à L'Idea Nazionale, se faisant connaître par son nationalisme passionné, qui l'éloigne des irrédentistes plus modérés, comme Scipio Slataper et Giani Stuparich, son ex-camarade à Trieste. À la veille de la Première Guerre mondiale, il publie à Rome l'essai Trieste (1914) qui connaît une large diffusion et qui peut être considéré comme son testament spirituel.
Le déclenchement de la Grande Guerre le rattrape dans la capitale italienne. Engagé comme volontaire chez les Alpins, il est incorporé avec le grade de lieutenant dans la 72e compagnie du bataillon « Tolmezzo », 8e régiment alpin. Il perd la vie au combat, à 23 ans, sur le front carnique en 1915. Il reçoit une médaille d'argent en mémoire. La municipalité de Trieste lui a dédié une rue et un monument commémoratif dans les jardins publics de la via Giulia et la via Ruggero Fauro à Rome, dans le quartier Parioli, a été nommée en son honneur.

## Doctrine

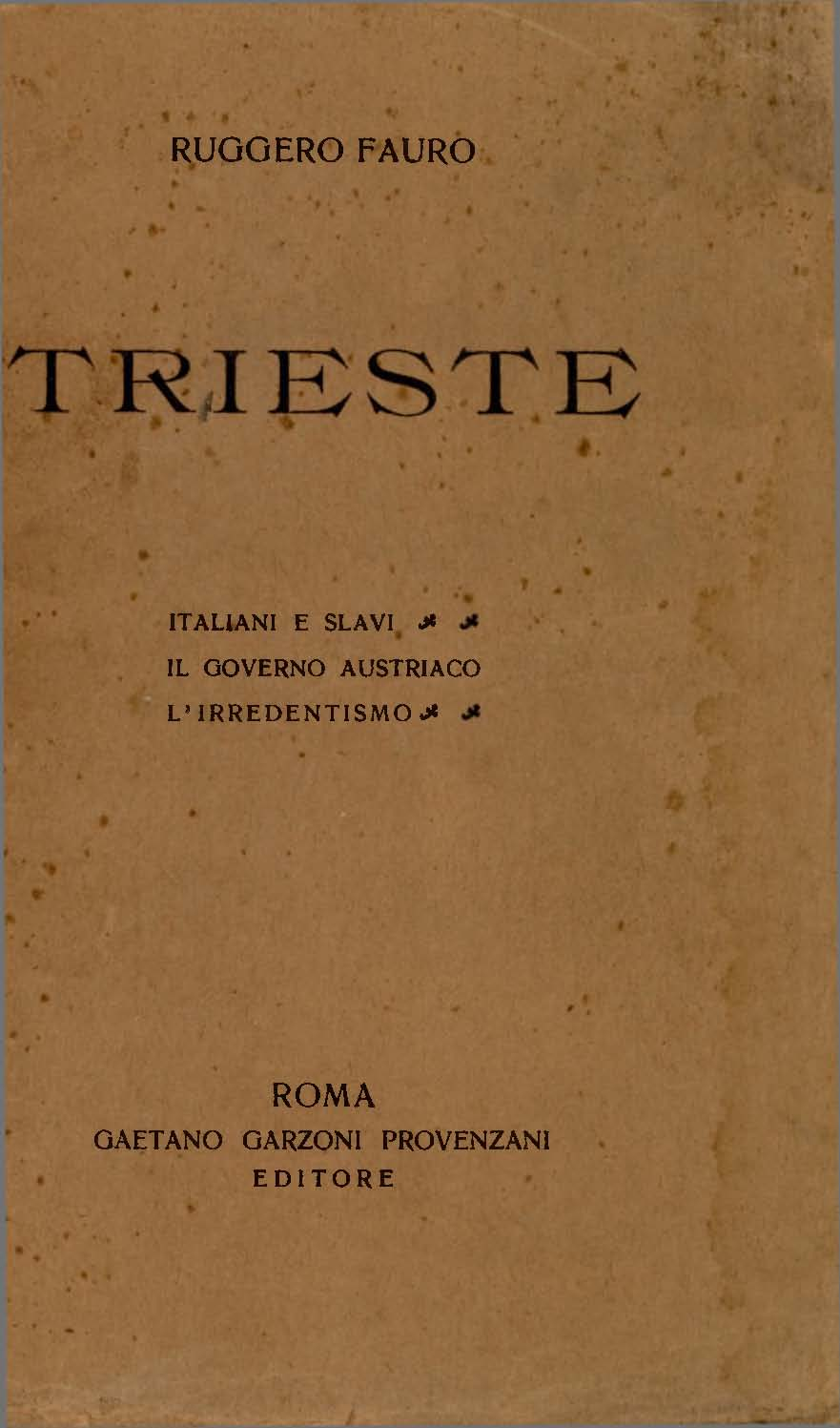
Ruggero Fauro, Trieste, 1914.

Ruggero Timeus développe une forme d'irrédentisme radical et exaspéré, fondé sur le contraste frontal, non pas tant entre les mondes latin et germanique,que contre la composante slave, avec laquelle la communauté italienne a vécu pendant des siècles en Vénétie julienne, en Istrie et en Dalmatie. Convaincu de la supériorité de la civilisation latine, et en particulier italienne, sur les civilisations germanique et slave, il prône une expansion politique de l'Italie sur tout le bassin adriatique et une lutte acharnée contre les Slovènes et les Croates présents dans les régions orientales irrédentes de l'Italie, dont il redoute le nationalisme naissant soutenu par la double monarchie. Ainsi, il énumère les entrées récentes d'employés slovènes dans les chemins de fer et les emplois de l'État à Trieste. Timeus écrit en 1914 : « En Istrie, la lutte est une fatalité qui ne peut avoir son accomplissement que dans la disparition complète de l'une des deux races qui se combattent » et encore « Ici le Slave et l'Allemand vivent parfois dans notre propre maison... même qu'il y a un ennemi qu'il faut haïr et combattre sans quartier ». Il s'agit donc d'un type d'irrédentisme bien éloigné des idéaux du Risorgimento, respectueux du sentiment national des peuples, et de ceux qui animent ses concitoyens Stuparich et Slataper, partisans du dialogue entre Latins et Slaves et de la fécondité les échanges culturels interethniques, mais toujours au nom de « l'italianité » des terres juliennes-dalmates et dans la perspective d'une future assimilation des populations croates et slovènes à l'ethnie italienne.

## Influence ultérieure
La plupart des postulats sur lesquels se fonde la pensée de Timeus ont été adoptés par le fascisme en raison de sa forte capacité à saisir les lignes du développement historique en cours qui, après quelques hésitations initiales, et après que l'ancienne classe royaliste-libérale julienne a été liquidée ou amadouée par le régime (comme Francesco Salata), suit une politique visant à piétiner les droits des minorités slovènes et croates présentes sur le territoire et à les persécuter ouvertement par toutes sortes d'oppressions : de nombreux Juliens d'origine slave ont été contraints d'émigrer et ceux qui s'opposaient au régime ont souvent payé de leur vie leurs convictions antifascistes. Les effets dévastateurs de ce type de politique, qui, par des représailles, ont fini par impliquer dramatiquement l'ethnie italienne, ont été clairement perceptibles pendant et après la Seconde Guerre mondiale.
La déception et l'amertume de la perte de la majeure partie de la Vénétie Julienne et l'exode istrien qui a suivi, ont poussé certains ex-irrédentistes qui n'avaient pas partagé les orientations idéologiques de Timeus, et en premier lieu Giani Stuparich, à réévaluer son importance. Stuparich écrivait au début des années 1960 : « Pendant huit ans, nous avons étudié ensemble ... il était le plus franc et le plus pur, le plus cohérent et le plus intempérant des nationalistes italiens » Stuparich toujours « Ruggero Timeus avait alors, plus que nous, un diagnostic aigu de l'état politique (il vaudrait mieux dire de la maladie politique) de l'Europe, comme les événements l'ont démontré ».

## Œuvres
- Ruggero Timeus, Trieste, Rome, Gaetano Garzoni Provenzali, 1914.
- Ruggero Timeus, « Civiltà francese e civiltà germanica » [« Civilisation française et civilisation germanique »], L'idea Nazionale,‎ 18 avril 1915.
- Ruggero Timeus, Scritti politici, 1911-1915 [« Écrits politiques, 1911-1915 »], Trieste, 1929Typographie de Lloyd Triestino.